# Zeta Volantis
Désignations
Zeta Volantis (ζ Vol / ζ Volantis) est une étoile binaire de la constellation du Poisson volant. Elle est à environ 134 années-lumière de la Terre.
La composante primaire, ζ Volantis A, est une géante orange de type K avec une magnitude apparente de +3,93. Sa compagne de 10e magnitude, ζ Volantis B, se trouve à 16,7 secondes d'arc.